# Gunnar Henningsson
Olof Gunnar Henningsson, född den 15 april 1895 i Lerbo församling, död den 21 oktober 1960 i Stora Malm, var en svensk författare och lärare.

## Biografi
Gunnar Henningsson avlade 1916 studentexamen i Stockholm och filosofie kandidatexamen vid Uppsala universitet 1923. Han tjänstgjorde under 1920-talet som lärare och medarbetade även i pressen och i pedagogiska tidningar och tidskrifter. Henningsson gav ut tre diktsamlingar och två naturskildringar från Södermanland.